# Paul Wolf (Schwimmer)

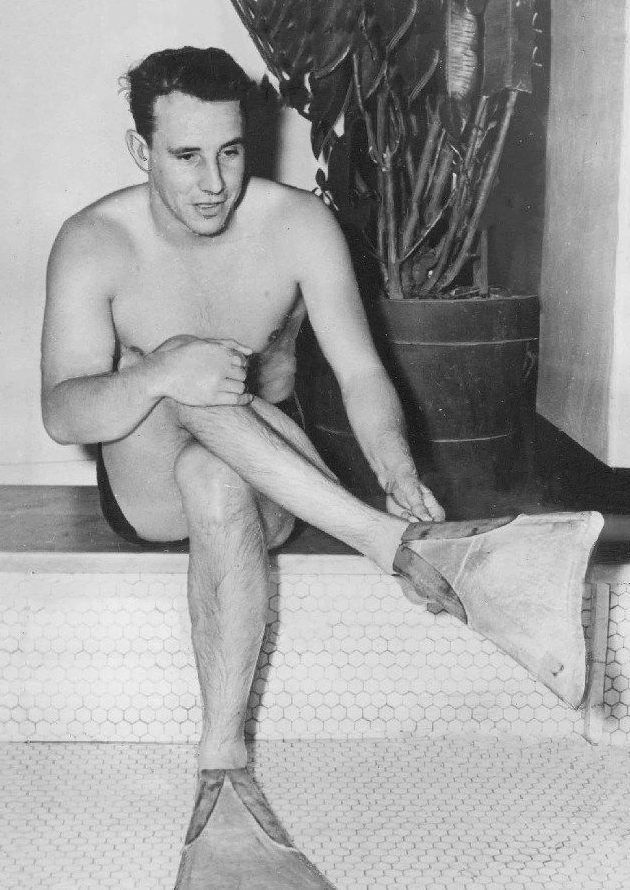
Paul Wolf (1940)

Paul Gilbert Wolf (* 5. Oktober 1915 in Madison, Indiana; † 14. Oktober 1972 in Pasadena, Kalifornien) war ein Schwimmer aus den Vereinigten Staaten, der eine olympische Silbermedaille gewann.

## Karriere
Bei den Olympischen Sommerspielen 1936 in Berlin erreichte die 4-mal-200-Meter-Freistilstaffel mit Ralph Gilman, Charles Hutter, Jack Medica und Paul Wolf den Endlauf in 9:10,4 Minuten und war damit hinter den Japanern die zweitschnellste Staffel der Vorläufe. Im Finale siegten die Japaner vor der US-Staffel, die in der Besetzung Ralph Flanagan, John Macionis, Paul Wolf und Jack Medica 9:03,0 Minuten benötigte. Zwei Jahre später stellte Paul Wolf im Rahmen eines Länderkampfs in Berlin mit der Staffel der Vereinigten Staaten einen neuen Weltrekord in der 4-mal-100-Meter-Freistilstaffel auf, die Staffel trat mit Takashi Hirose, Otto Jaretz, Paul Wolf und Peter Fick an.
Paul Wolf studierte an der University of Southern California und schwamm für den Los Angeles Athletic Club. Im Zweiten Weltkrieg war er bei der United States Navy, dort brachte er Seeleuten das Schwimmen bei. Später war er Trainer bei seinem alten Verein, bevor er den Paul Wolf Olympic Swim Club in Pasadena eröffnete.